# سلستين الأول
البابا القديس سلستين الأول (باللاتينية: Caelestinus I) هو بابا الكنيسة الكاثوليكية بين عامي 422 و432.
كان سلستين الأول رومانيًا من منطقة كامبانيا، ولا يعرف عن تاريخه الباكر شيء سوى اسم أبيه «بريسكوس»، ويقال إنه عاش حينًا من الزمن في ميلانو مع القديس أمبروز، وأول أثر باق ذكر فيه اسمه كانت وثيقة ترجع إلى عصر البابا إينوسنت الأول أشير إليه فيها بعبارة «الشمّاس سلستين».
اعتلى سلستين الأول كرسي البابوية في 3 نوفمبر 422 ـ وفقًا لكتاب الأحبار (باللاتينية: Liber Pontificalis) أو 10 أبريل وفقًا للمؤرخ الكنسي الفرنسي تيليمون
، الذي عاش في القرن السابع عشر.
لم يشارك سلستين الأول في مجمع أفسس الأول الذي عقد سنة 431 ونبذ عقيدة النساطرة، بل أرسل مندوبين عنه، وكتب أربعة رسائل بهذه المناسبة، كلها مؤرخة بتاريخ 15 مارس 431، وهي موجهة إلى أساقفة إفريقيا وأربونة وسالونيك وإليريا. وقد فقدت أصول هذه الرسائل اللاتينية ولم تبق إلا ترجمات لترجمتها اليونانية.
توفي سلستين الأول في 27 يوليو 432، ودفن في مقبرة القديسة بريسيللا في فيا سالاريا، ثم نُقل جثمانه لاحقًا إلى كاتدرائية سانتا براسيدي، حيث يرقد الآن.